# Nous les menteurs (série télévisée)
Pour l’article homonyme, voir Nous les menteurs.
Nous les menteurs (We Were Liars) est une série télévisée américaine développée par Julie Plec et Carina Adly Mackenzie, et mise en ligne le 18 juin 2025 sur Prime Video.
Il s'agit de l'adaptation du roman Nous les menteurs de l'autrice américaine E. Lockhart, paru en 2014.

## Synopsis
Sur leur île privée, les Sinclair cultivent les apparences d’une famille parfaite. Mais lorsqu’un été tourne au drame, Cadence, 17 ans, revient brisée et sans mémoire. Elle revient un an plus tard, déterminée à comprendre ce qui s’est vraiment passé.

## Distribution

### Acteurs principaux
- Emily Alyn Lind (VF : Zina Khakhoulia ; VQ : Lauriane S Thibodeau) : Cadence Sinclair Eastman
- Caitlin Fitzgerald (VF : Ingrid Donnadieu ; VQ : Catherine Proulx-Lemay) : Penny Sinclair, la mère de Cadence
- Mamie Gummer (VF : Olivia Luccioni ; VQ : Annie Girard) : Carrie Sinclair, la mère de Johnny
- Candice King (VF : Fily Keita ; VQ : Kim Jalabert) : Bess Sinclair, la mère de Mirren
- Rahul Kohli (VF : Tanguy Goasdoué ; VQ : Alexandre Daneau) : Ed Patil, le compagnon de Carrie et oncle de Gat
- Shubham Maheshwari (VF : Julien Allouf ; VQ : Adam Moussamih) : Gat Patil
- Esther McGregor (en) (VF : Alice Orsat ; VQ : Romane Denis) : Mirren Sinclair Sheffield
- Joseph Zada (VF : Maxime Baudouin ; VQ : Xiao-Yi Hernan) : Johnny Sinclair Dennis
- David Morse (VF : Philippe Peythieu ; VQ : Benoît Rousseau) : Harris Sinclair, le grand-père de Cadence, Mirren et Johnny

### Acteurs récurrents
- Wendy Crewson (VF : Pauline Larrieu) : Tipper Sinclair, la grand-mère de Cadence, Mirren et Johnny
- Tim Rozon : Salty Dan
- Dylan Bruce (VQ : Eloi Archambaudouin) : Brody Sheffield, le mari de Bess et le père de Mirren
- Charlie Carrick (en) (VF : Thomas Roditi) : Sam
- Dempsey Bryk (VF : Jim Redler ; VQ : Charles Sirard-Blouin) : Ebon

 Source et légende : version française (VF) sur RS Doublage

## Production

### Tournage
La série est tournée en Nouvelle-Écosse, au Canada.

## Épisodes
1. Raconte-moi de doux mensonges (Tell Me Sweet Little Lies)
2. Enveloppe-la dans un tissu de mensonges (Wrap Her Up in a Package of Lies)
3. Les cravates étaient noires, les mensonges étaient blancs (The Ties Were Black, the Lies Were White)
4. Bon sang ne saurait mentir (The Fourth of You Lie)
5. Qui dit art, dit mensonge (Lying Together in a Silver Lining)
6. Quand les mensonges donnent des citrons (When Lies Gives You Lemons)
7. Tout le monde sait que le capitaine a menti (Everybody Knows That the Captain Lied)
8. Mes amis mentent sous le soleil (My Friends Are Lying in the Sun)